# Encarsia alemansoori
Encarsia alemansoori is een vliesvleugelig insect uit de familie Aphelinidae. De wetenschappelijke naam is voor het eerst geldig gepubliceerd in 2010 door Rasekh & Polaszek.